# Etoile Charleville-Mézières
L'Étoile de Charleville-Mézières é um clube de basquetebol francês que joga no Nationale Masculine 1 (3ª divisão do campeonato francês de basquetebol). O clube está sediado em Charleville-Mézières. 

## História
O clube, um antigo patronato, foi criado em 1921 em Mézières. Em 1958, o clube mudou-se para Charleville, e depois da fusão de Charleville e Mézières em 1966, a associação tornou-se Étoile de Charleville-Mézières. O clube Ardennes desapareceu da primeira divisão francesa, depois passou para o Nacional 2 (NM2) em 1999, o Nacional 1 (NM1) em 2004 e o Pro B em 2005 antes de descer para o NM1 no final da época 2005-2006. No final da época 2007-2008, l'Étoile de Charleville-Mézières voltou a subir ao Pro B, ficando em segundo lugar no NM1, e na época 2008-2009, l'Étoile criou a surpresa ao entrar nos play-offs do Pro B, ao mesmo tempo que só subia de volta do Nationale 1.
O clube joga na Salle Dubois-Crancé, mas conseguiu negociar a realização de jogos na Salle Bayard a partir de 2011, até que uma instalação partilhada de 2.903 lugares no Hall B do centro de exposições se tornou disponível. Esta nova sala, denominada Caisse d'Epargne Arena na sequência de um acordo de parceria, foi inaugurada em Setembro de 2015.
Terminando em último no Pro B na época 2010-2011, a equipa foi despromovida para o NM1, mas só lá permaneceu durante uma época: foi promovida para o Pro B no final da época 2011-2012 NM1 ao vencer a final do playoff contra o Blois. A L'Etoile só ficou em Pro B durante uma temporada e desceu para NM1 na temporada 2013-2014. Mas não ficará muito tempo, pois na temporada 2014-2015 estará de volta ao Pro B, apesar do anúncio tardio da sua adesão. Após seis vitórias por vinte e oito derrotas no Campeonato Francês Pro B de Basquetebol de 2017-2018, a Etoile foi relegada para o Nationale 1 (NM1) para a época seguinte. 
No Verão de 2019, o clube é administrativamente relegado para a Nationale 2.
Seis anos após a sua saída, o clube Carole regressará ao Nationale 1! Um lugar que a FFBB lhe concedeu em relação à excelente época 2023/2024 do Nationale 2 (3º, 18 vitórias/8 derrotas) e à delicada situação financeira vivida por muitos clubes de elite, Pro B, Nationale 1 e National 2.

## Resultados esportivos

### Prêmios
- Campeão do Pro B - 1955
- Campeão do Copa da França de Basquete - 1958, 1959
- Campeão do Pro A - 1958, 1960
- 1/4 final do Taça dos Clubes Campeões Europeus - 1959
- Vice-campeão do Nationale Masculine 1 - 2008
- Campeão do play-off Nationale Masculine 1 - 2012
- Finalista do Play-Off Nationale Masculine 1 - 2014

### Balanço sazonal
| Estação   | Divisão | Classificação          | %Vitória | Vitória | Derrota | Jogos decisivos  | Copa da França | Copa dos Líderes       | Treinador                          |
| --------- | ------- | ---------------------- | -------- | ------- | ------- | ---------------- | -------------- | ---------------------- | ---------------------------------- |
| 2002-2003 | NM2     | 1°                     | -        | -       | -       | -                | -              | -                      | Mike Gonsalves                     |
| 2003-2004 | NM1     | 3°                     | 66,6%    | 20      | 10      | -                | -              | -                      | Mike Gonsalves                     |
| 2004-2005 | Pro B   | 16°                    | 21,8%    | 7       | 25      | -                | 16ª final      | -                      | Mike Gonsalves                     |
| 2005-2006 | Pro B   | 18°                    | 32,3%    | 11      | 23      | -                | 16ª final      | -                      | Mike Gonsalves - Youssou Cissé     |
| 2006-2007 | NM1     | 3°                     | 76,4%    | 26      | 8       | -                | 32ª final      | -                      | Nikola Antić                       |
| 2007-2008 | NM1     | 2°                     | 76,4%    | 26      | 8       | -                | 16ª final      | -                      | Nikola Antić                       |
| 2008-2009 | Pro B   | 6°                     | 38,2%    | 13      | 21      | Quartas de final | -              | -                      | Nikola Antić                       |
| 2009-2010 | Pro B   | 12°                    | 38,2%    | 13      | 21      | -                | 32ª final      | -                      | Nikola Antić                       |
| 2010-2011 | Pro B   | 18°                    | 17,6%    | 6       | 28      | -                | 32ª final      | -                      | Rodrigue M'Baye - Francis Charneux |
| 2011-2012 | NM1     | 4°                     | 70,5%    | 24      | 10      | Vencedora        | 32ª final      | -                      | Francis Charneux                   |
| 2012-2013 | Pro B   | 18°                    | 14,7%    | 5       | 29      | -                | 32ª final      | -                      | Francis Charneux                   |
| 2013-2014 | NM1     | 3°                     | 70,5%    | 24      | 10      | Finalista        | 32ª final      | -                      | Cédric Heitz                       |
| 2014-2015 | Pro B   | 16°                    | 35,2%    | 12      | 22      |                  | 16ª final      | Pro B : Fase de grupos | Cédric Heitz                       |
| 2015-2016 | Pro B   | 11°                    | 50%      | 17      | 17      |                  | 16ª final      | Quartas de final       | Cédric Heitz                       |
| 2016-2017 | Pro B   | 5°                     | 55,8%    | 19      | 15      | Quartas de final | 32ª final      | Pro B : Fase de grupos | Cédric Heitz                       |
| 2017-2018 | Pro B   | 18°                    | 17,6%    | 6       | 28      | -                | 32ª final      | Pro B : Fase de grupos | Alexandre Casimiri                 |
| 2018-2019 | NM1     | 8° - Fase 1 (Grupo A)  | 50%      | 18      | 18      | Oitavos de final | 64ª final      | -                      | Alexandre Casimiri                 |
| 2018-2019 | NM1     | 3° - Fase 2 (Grupo B)  | 50%      | 18      | 18      | Oitavos de final | 64ª final      | -                      | Alexandre Casimiri                 |
| 2019-2020 | NM2     | 5°                     | 63,1%    | 12      | 7       | -                | -              | -                      | Fabien Calvez                      |
| 2020-2021 | NM2     | 4°                     | 80%      | 4       | 1       | -                | -              | -                      | Fabien Calvez                      |
| 2021-2022 | NM2     | 4°                     | 61,5%    | 16      | 10      | -                | -              | -                      | Fabien Calvez                      |
| 2022-2023 | NM2     | 8°                     | 42,3%    | 11      | 15      | -                | -              | -                      | Jimmy Ploegaerts                   |
| 2023-2024 | NM2     | 3°                     | 69,2%    | 18      | 8       | -                | -              | -                      | Jimmy Ploegaerts                   |
| 2024-2025 | NM1     | 12° - Fase 1 (Grupo B) | 40%      | 16      | 24      |                  | 64ª final      | -                      | Jimmy Ploegaerts                   |
| 2024-2025 | NM1     | 9° - Fase 2 (Grupo B)  | 40%      | 16      | 24      |                  | 64ª final      | -                      | Jimmy Ploegaerts                   |

## Jogadores e personalidades

### Treinadores
- 19??-1956 :  Roland Marlet
- 1956-1958 :  Jean-Paul Beugnot
- 1958-1967 :  Jean Perniceni
- 2002-2006 :  Mike Gonsalves
- março 2006-Junho 2006 :  Youssou Cissé
- 2007-2010 :  Nikola Antić
- 2010-dezembro 2010 :  Rodrigue M'Baye
- dezembro 2010-2013 :  Francis Charneux
- 2013-2017 :  Cédric Heitz
- 2017-2019 :   Alexandre Casimiri
- 2019-2022 :  Fabien Calvez
- 2022-     :  Jimmy Ploegaerts

## Plantel
| N.º | Posição | Jogador                |
| --- | ------- | ---------------------- |
| 4   | Base    | Mathyas Marbaise       |
| 5   | Base    | Lucas Depaix           |
| 6   | Base    | Sébastien Michineau    |
| 7   | Extremo | Loïc Depaix            |
| 8   | Extremo | Martin Courtois        |
| 9   | Extremo | Pierre-Baptiste Kieger |
| 10  | Extremo | Maydden Nnah-Ndong     |
| 11  | Extremo | Revaz Mikeladze        |
| 12  | Poste   | Melvyn Da Silva        |
| 13  | Extremo | Patrick Mwamba         |
| 14  | Poste   | Mario Tonji            |
| 15  | Poste   | Nemanja Kovanusic      |

### Equipa Técnica
| Equipa Técnica     | Equipa Técnica     | Equipa Técnica       | Equipa Técnica       | Equipa Técnica       |
| ------------------ | ------------------ | -------------------- | -------------------- | -------------------- |
| Jimmy Ploegaerts   | Jimmy Ploegaerts   | Treinador            | Treinador            | Treinador            |
| Jean-Marc Bouthors | Jean-Marc Bouthors | Treinador Adjunto    | Treinador Adjunto    | Treinador Adjunto    |
| Ludovic Depaix     | Ludovic Depaix     | Treinador Adjunto    | Treinador Adjunto    | Treinador Adjunto    |
| Alizée Boudrique   | Alizée Boudrique   | Treinador Adjunto    | Treinador Adjunto    | Treinador Adjunto    |
| Equipa Médica      |                    |                      |                      |                      |
| Aubin Fritsche     | Aubin Fritsche     | Fisioterapeuta       | Fisioterapeuta       | Fisioterapeuta       |
| Benoit Arbonville  | Benoit Arbonville  | Doutor               | Doutor               | Doutor               |
| Nicolas Magneron   | Nicolas Magneron   | Osteopata            | Osteopata            | Osteopata            |
| Thibaut Corniquet  | Thibaut Corniquet  | Instrutor de fitness | Instrutor de fitness | Instrutor de fitness |

 Atualizado em 30 de julho de 2025

### Jogadores icônicos
- Chris Davis
- Olivier Silvestre
- Marc Davidson
- Cheikhou Thioune
- Charles-Henri Grétouce
- David Condouant
- Jean-Claude Lefebvre
- François de Pauw
- Emmanuel Le Goff
- Maurice Chavagne
- Jean-Paul Beugnot
- Murray Brown
- Fabien Calvez
- Tafari Toney
- Monyea Pratt
- Martin Hermannsson